# Grimsby Minster
Grimsby Minster es una minster anglicana situada en la localidad de Grimsby, North East Lincolnshire, Inglaterra. El templo también conocido como iglesia de Santiago o iglesia de San Jacobo (en inglés: Church of St James), y está clasificado al edificio  de grado I.

## Historia
En 1114, un edificio religioso existente fue transferido a Robert Bloet, el obispo de Lincoln. En los años siguientes supervisó muchas renovaciones y desarrollos del edificio, los que resultaron en la iglesia de Santiago, un templo que contiene una nave con seis tramos. La torre central se añadió en 1365. En 1586, el templo se convirtió en la iglesia parroquial de Grimsby, después de que John Whitgift hubiera unido las parroquias de Santiago y de Santa María. La iglesia parroquial de Santa María había sido ubicada en la calle Victoria.
En 1856, Canon Ainslie comenzó una restauración completa de la iglesia, que incluyó el alargamiento del presbiterio y la reconstrucción del transepto sur. Los trabajos posteriores incluyeron la instalación de nuevas ventanas con tracería de piedra y la instalación de nuevos techos de roble. El siguiente evento clave en la historia de la iglesia fue la apertura del James College en 1883. El predecesor de la escuela de Santiago de hoy, fue fundada por Canon Young. Fue la única escuela coral en el Reino Unido que se adjuntó a una iglesia parroquial hasta la reestructuración del coro en septiembre de 2013 por Anthony Pinel, abriendo la membresía del coro a niños y niñas de cualquier escuela local.
La noticia de que a la iglesia se le concedería el estatus de minster se anunció en Grimsby Telegraph el 15 de abril de 2010. El domingo, 16 de mayo de 2010, se llevó a cabo la ceremonia de minster-making, que fue dirigida por el obispo de Lincoln y el obispo de Grimsby. El alcalde de North East Lincolnshire, John Colebrook, aceptó la declaración oficial del estatus de Minster en nombre del borough.

## Galería

Vistas exteriores
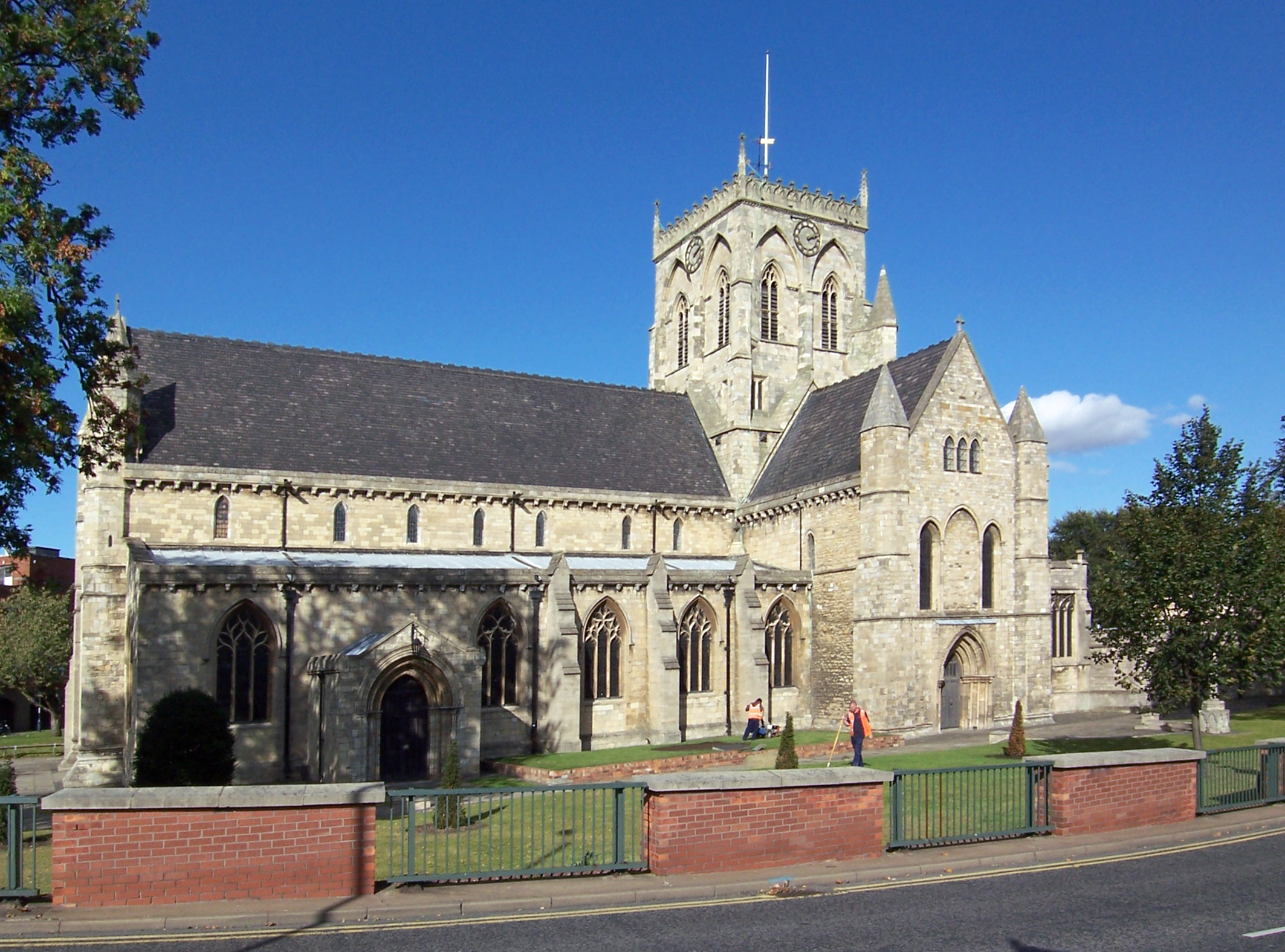
La iglesia en 2009
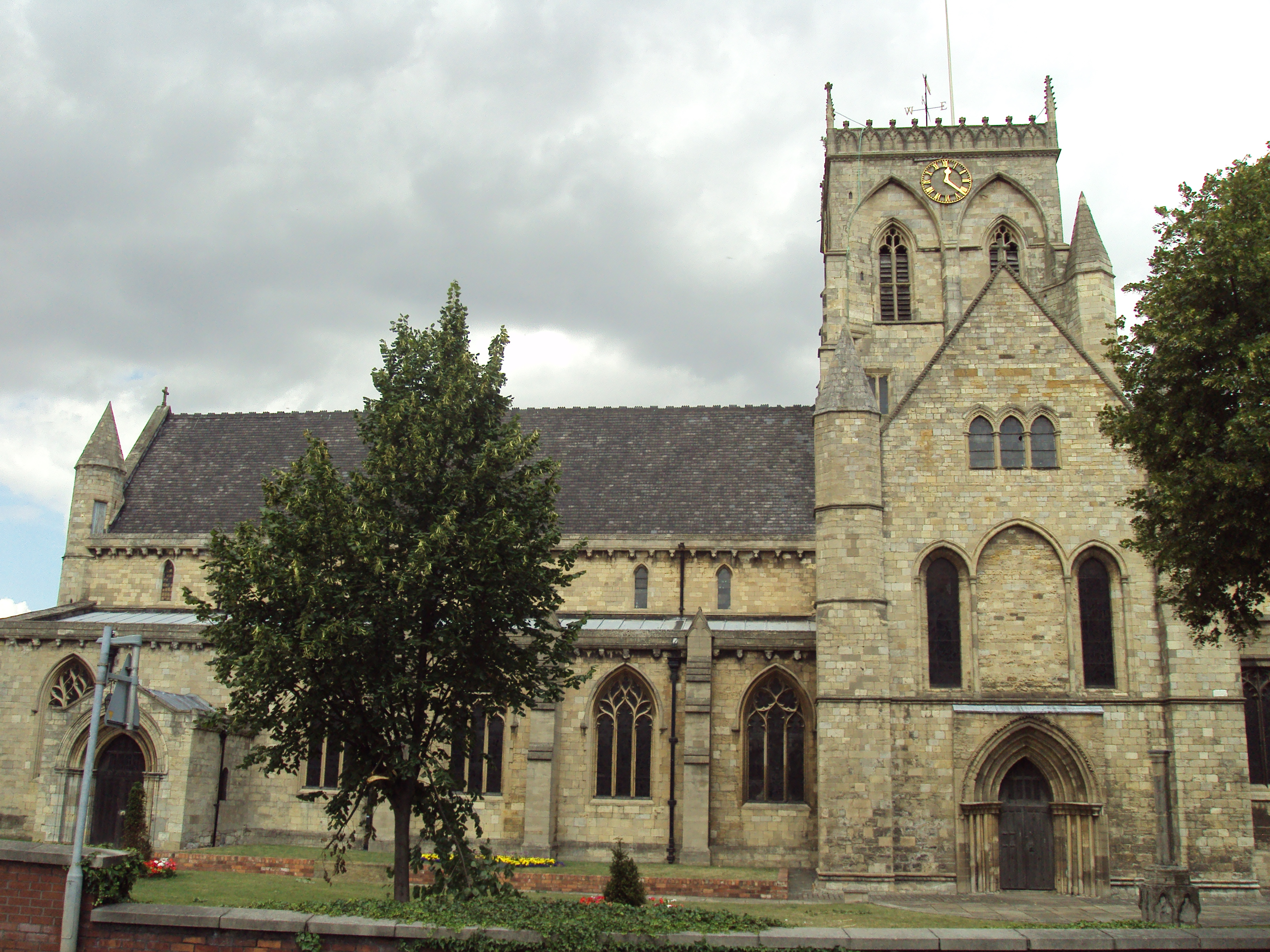
La iglesia en 2010

Detalles del interior
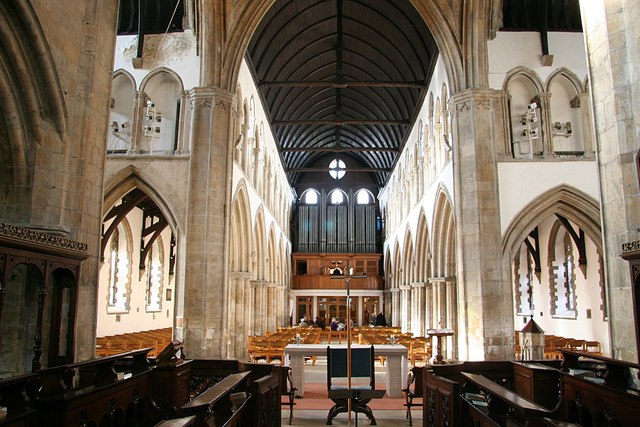
Interior de la iglesia
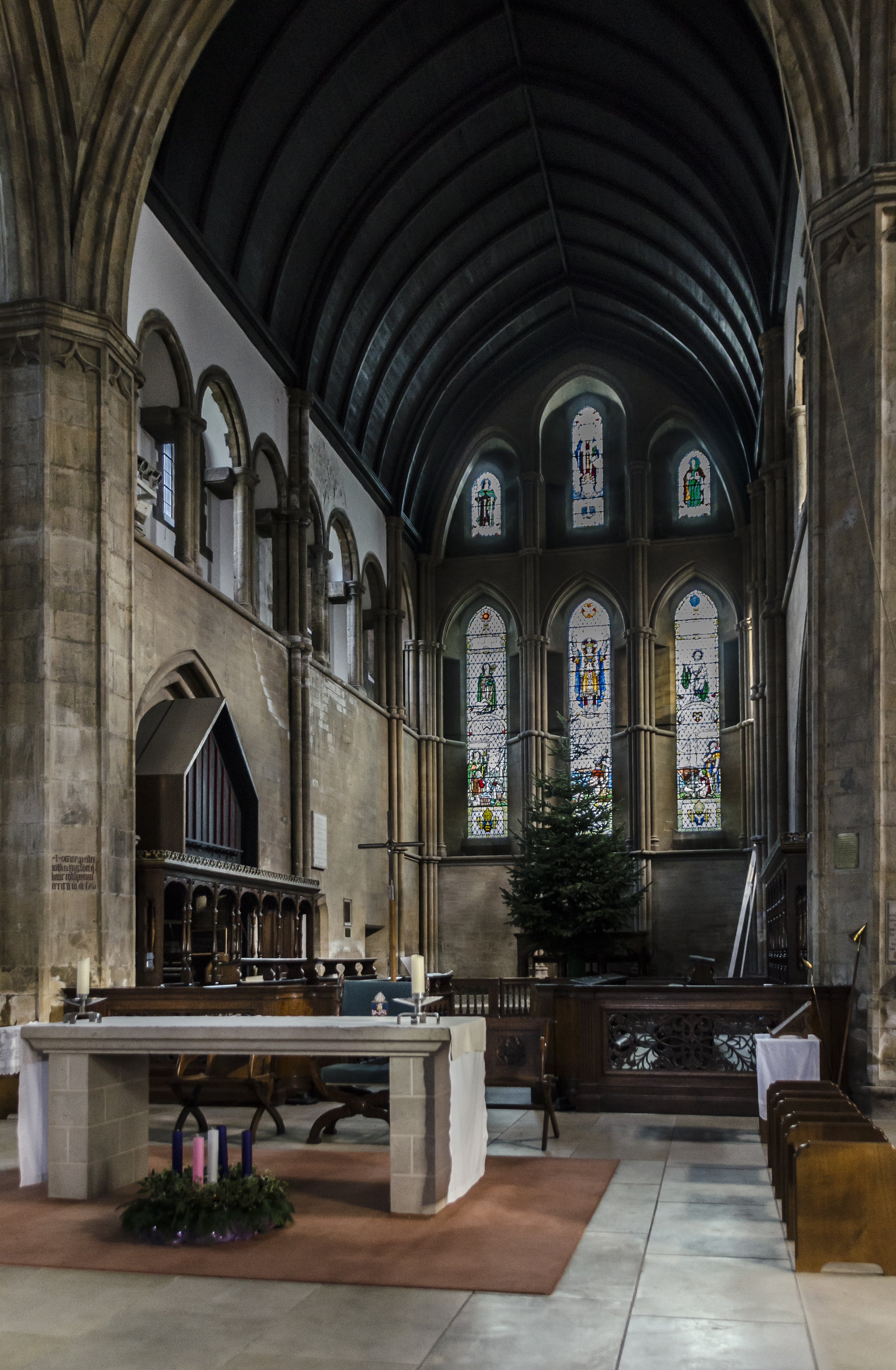
Interior de la iglesia
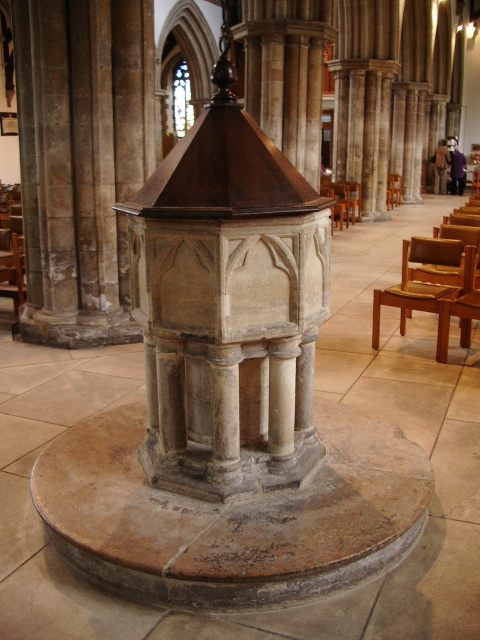
La pila bautismal
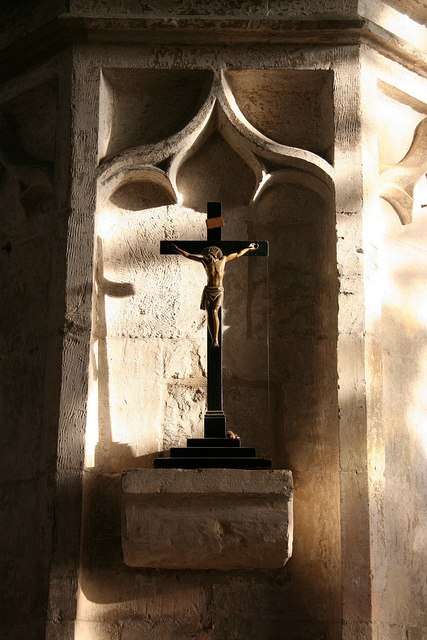
Crucifijo sobre una ménsula en la iglesia
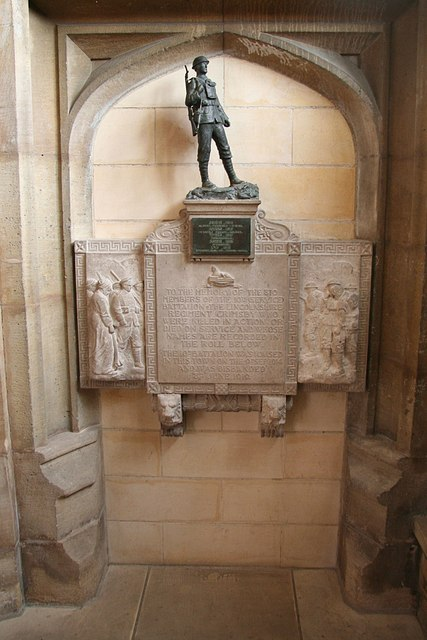
Monumento a los soldados del Regimiento de Lincolnshire muertos en la Segunda Guerra Mundial
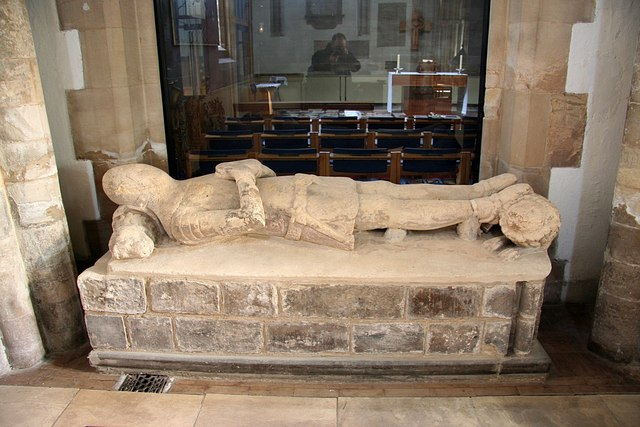
Efigie de Sir Thomas Haslerton, un caballero de finales del siglo XIV

Vidrieras
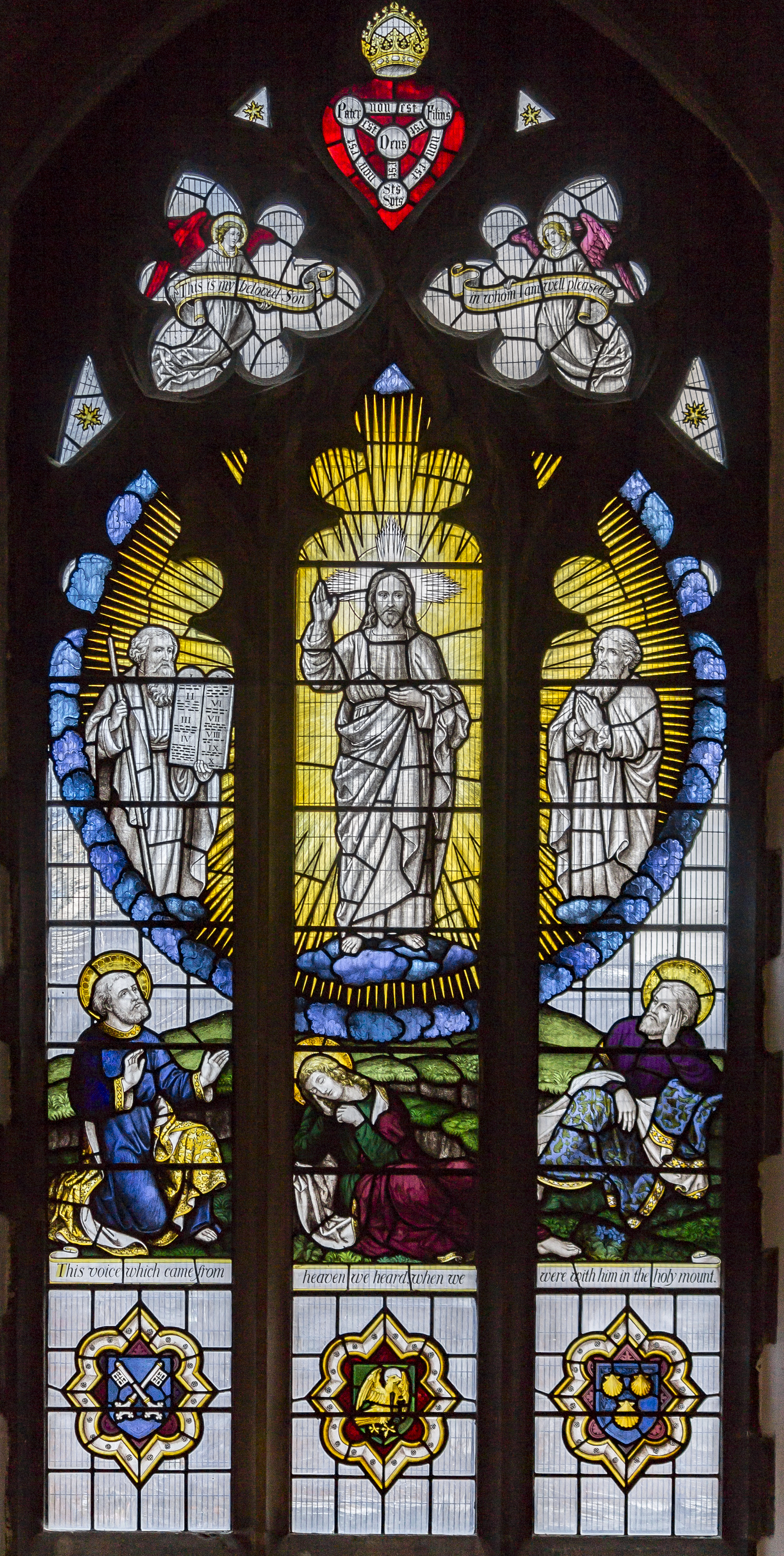
La transfiguración de Jesús
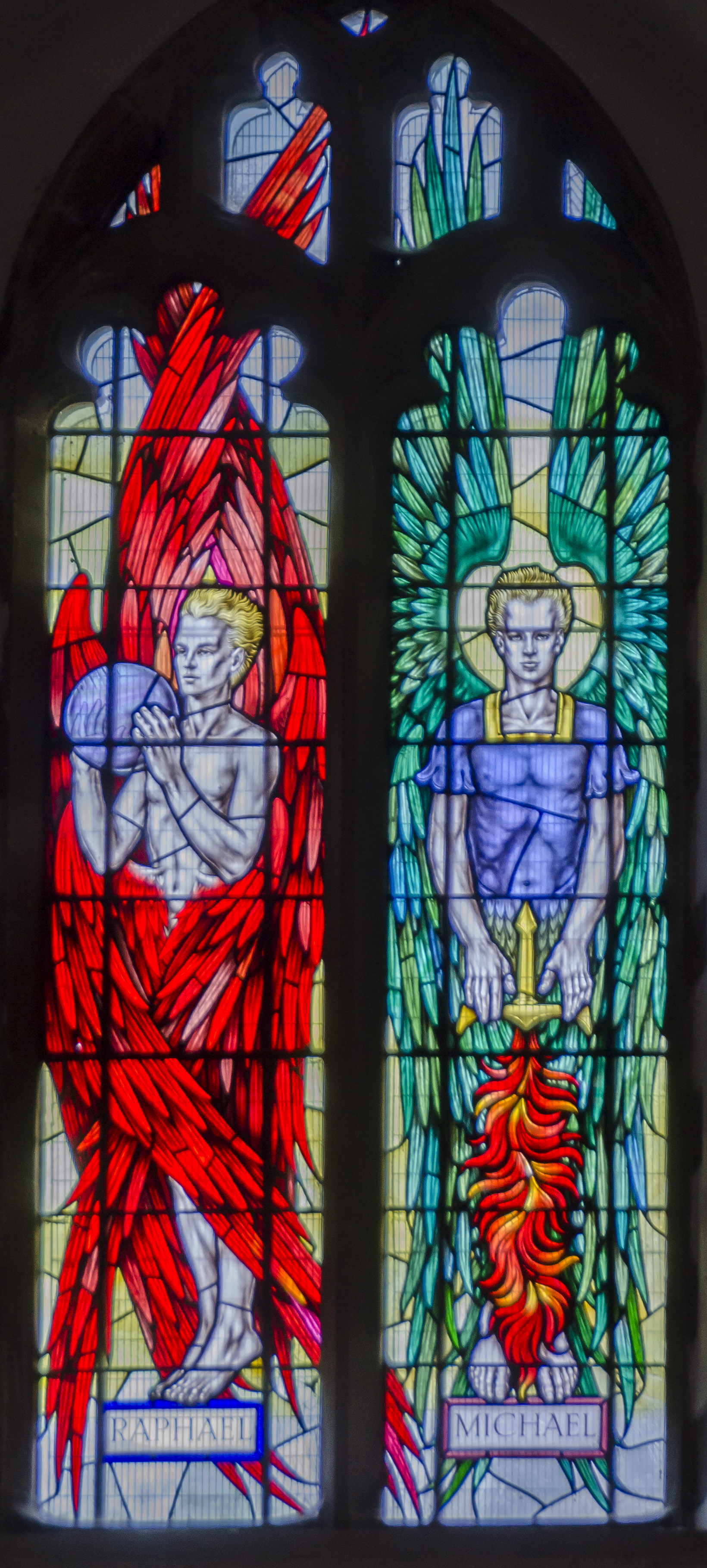
Los arcángeles Rafael y Miguel
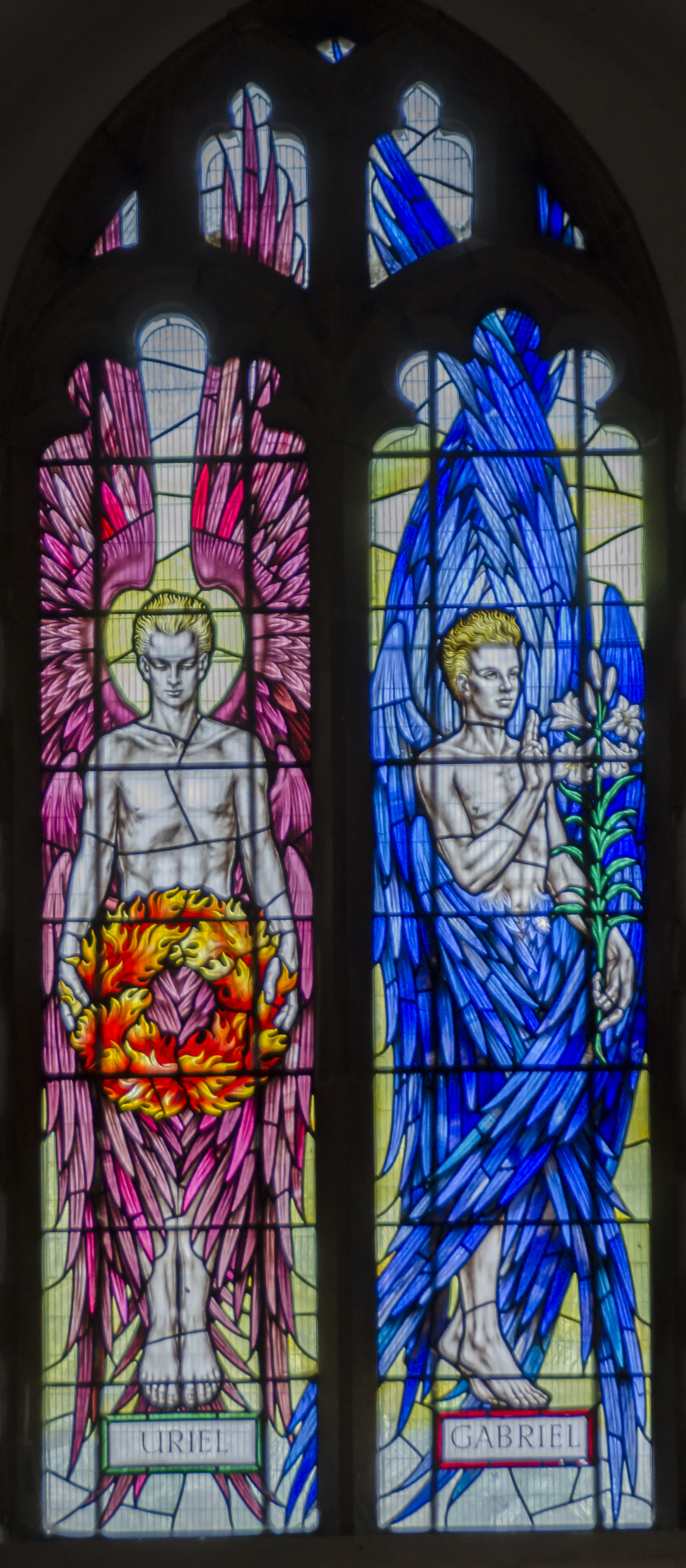
Los arcángeles Uriel y Gabriel
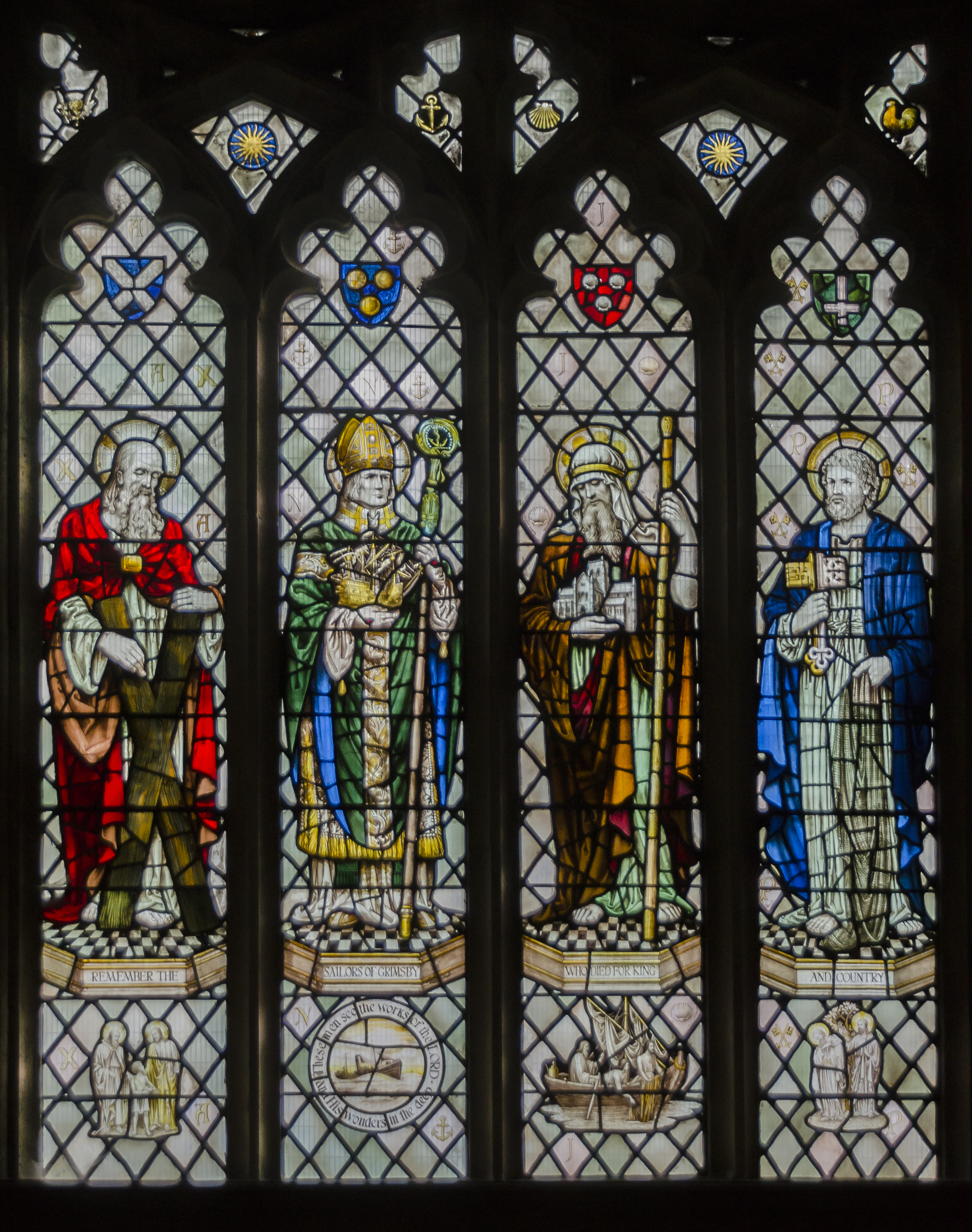
Los santos Andrés, Nicolás, Santiago, y Pedro
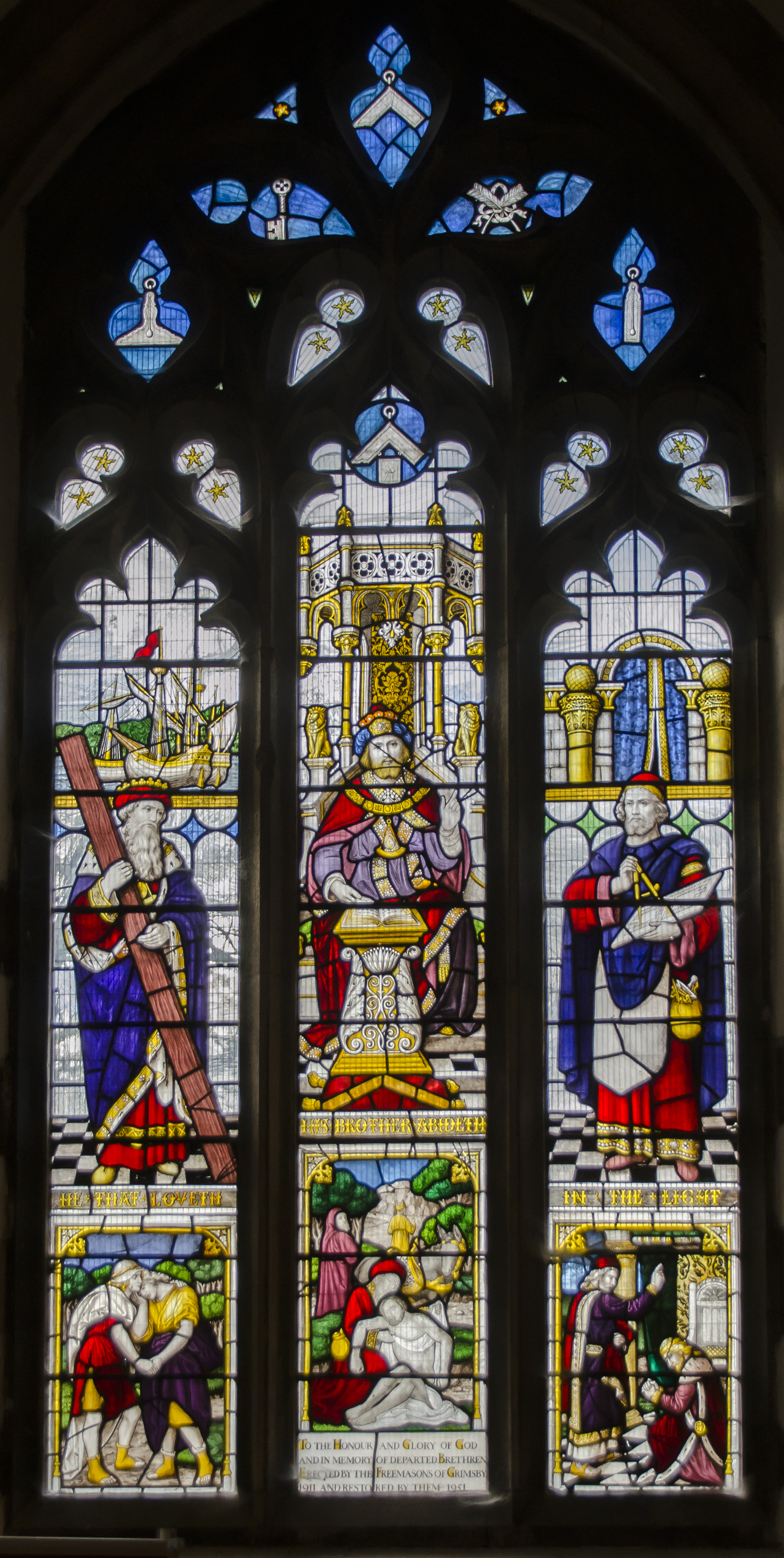
La ventana masónica